# Масан (Сантарен)
Масан (порт.  Mação; [mɐ'sɐ̃ũ]) — посёлок городского типа в Португалии, центр одноимённого муниципалитета в составе округа Сантарен. Численность населения — 2,3 тыс. жителей (посёлок), 8,4 тыс. жителей (муниципалитет). Поселок и муниципалитет входит в экономико-статистический регион Центральный регион и субрегион Пиньял-Интериор-Сул. По старому административному делению входил в провинцию Бейра-Байша.
Покровителем посёлка считается Дева Мария (порт. Maria).

## Расположение
Посёлок расположен в 69 км на северо-восток от города Сантарен.
Муниципалитет граничит:
- на северо-востоке — муниципалитет Проенса-а-Нова
- на востоке — муниципалитеты Вила-Велья-де-Родан, Низа
- на юге — муниципалитет Гавиан
- на юго-западе — муниципалитет Абрантеш
- на западе — муниципалитеты Сардоал, Вила-де-Рей
- на северо-западе — муниципалитет Сертан

## Население
| Население муниципалитета Масан (1801—2004) | Население муниципалитета Масан (1801—2004) | Население муниципалитета Масан (1801—2004) | Население муниципалитета Масан (1801—2004) | Население муниципалитета Масан (1801—2004) | Население муниципалитета Масан (1801—2004) | Население муниципалитета Масан (1801—2004) | Население муниципалитета Масан (1801—2004) | Население муниципалитета Масан (1801—2004) |
| ------------------------------------------ | ------------------------------------------ | ------------------------------------------ | ------------------------------------------ | ------------------------------------------ | ------------------------------------------ | ------------------------------------------ | ------------------------------------------ | ------------------------------------------ |
| 1801                                       | 1849                                       | 1900                                       | 1930                                       | 1960                                       | 1981                                       | 1991                                       | 2001                                       | 2004                                       |
| 1724                                       | 6823                                       | 15 525                                     | 18 806                                     | 19 045                                     | 12 234                                     | 10 060                                     | 8442                                       | 7763                                       |

## История
Посёлок основан в 1355 году.

## Районы
В муниципалитет входят следующие районы:
1. Абоборейра
2. Амендоа
3. Кардигуш
4. Карвоейру
5. Энвендуш
6. Масан
7. Ортига
8. Пеньяшкозу